# Gagarinia borgmeieri
Gagarinia borgmeieri là một loài bọ cánh cứng trong họ Cerambycidae.